# Томсинская волость
Томсинская волость — упразднённая административно-территориальная единица 3-го уровня и бывшее муниципальное образование со статусом сельского поселения в Себежском районе Псковской области России.
Административный центр — деревня Томсино.

## География
Территория волости граничила на юге с городским поселением Сосновый Бор и городским поселением Себеж, на востоке — с Дубровской волостью Себежского района, на севере — с Красногородским и Опочецким районами Псковской области, на западе — с Бригской волостью Лудзенского края Латвии.

## Население
Численность населения Томсинской волости по переписи населения 2002 года составила 781 житель.

## Населённые пункты
В состав Томсинской волости входило 39 деревень: Томсино, Агурьяново, Арманово, Александрово, Апросово, Афанасьева Слобода, Бакланица, Борисенки, Бошкино, Брод, Бубны, Бутыньки, Гаспорово, Говядово, Гришманы, Ермолова Гора, Заварзино, Изотово-Боброво, Клин, Клюшово, Козельцы, Козоново, Костучиха, Леохново, Ломы, Лопатино, Меженцы, Морозовка, Ноглово, Одерево, Поповка, Семёново, Симаново, Стаклино, Сляжево, Сляжино, Усадищи, Хлюсты, Ямищи.

## История
Постановлением Псковского областного Собрания депутатов от 26 января 1995 года все сельсоветы в Псковской области были переименованы в волости, в том числе Томсинский сельсовет был превращён в Томсинскую волость.
Законом Псковской области от 28 февраля 2005 года в границах волости было также создано муниципальное образование Томсинская волость со статусом сельского поселения с 1 января 2006 года в составе муниципального образования Себежский район со статусом муниципального района.
На референдуме 11 октября 2009 года было поддержано объединение ряда волостей Себежского района, в том числе Томсинской с соседними. Законом Псковской области от 3 июня 2010 года Томсинская волость была упразднена и путём объединения с Глембочинской, Долосчанской, Дубровской и Лавровской волостями к 1 июля 2010 года было образовано новое муниципальное образование «Себежское» со статусом сельского поселения и с административным центром в городе Себеж.